# Suora velata
La Suora velata è un busto in marmo, realizzato nel 1863 da un artista italiano non identificato. La donna raffigurata, sebbene il nome possa suggerire il contrario, non è una suora. Il busto era un'opera molto apprezzata dai visitatori della Corcoran Gallery of Art, dove è stata conservata dal 1874 al 2014, anno della chiusura della galleria d'arte. Attualmente il busto è conservato nella National Gallery of Art di Washington.

## Descrizione

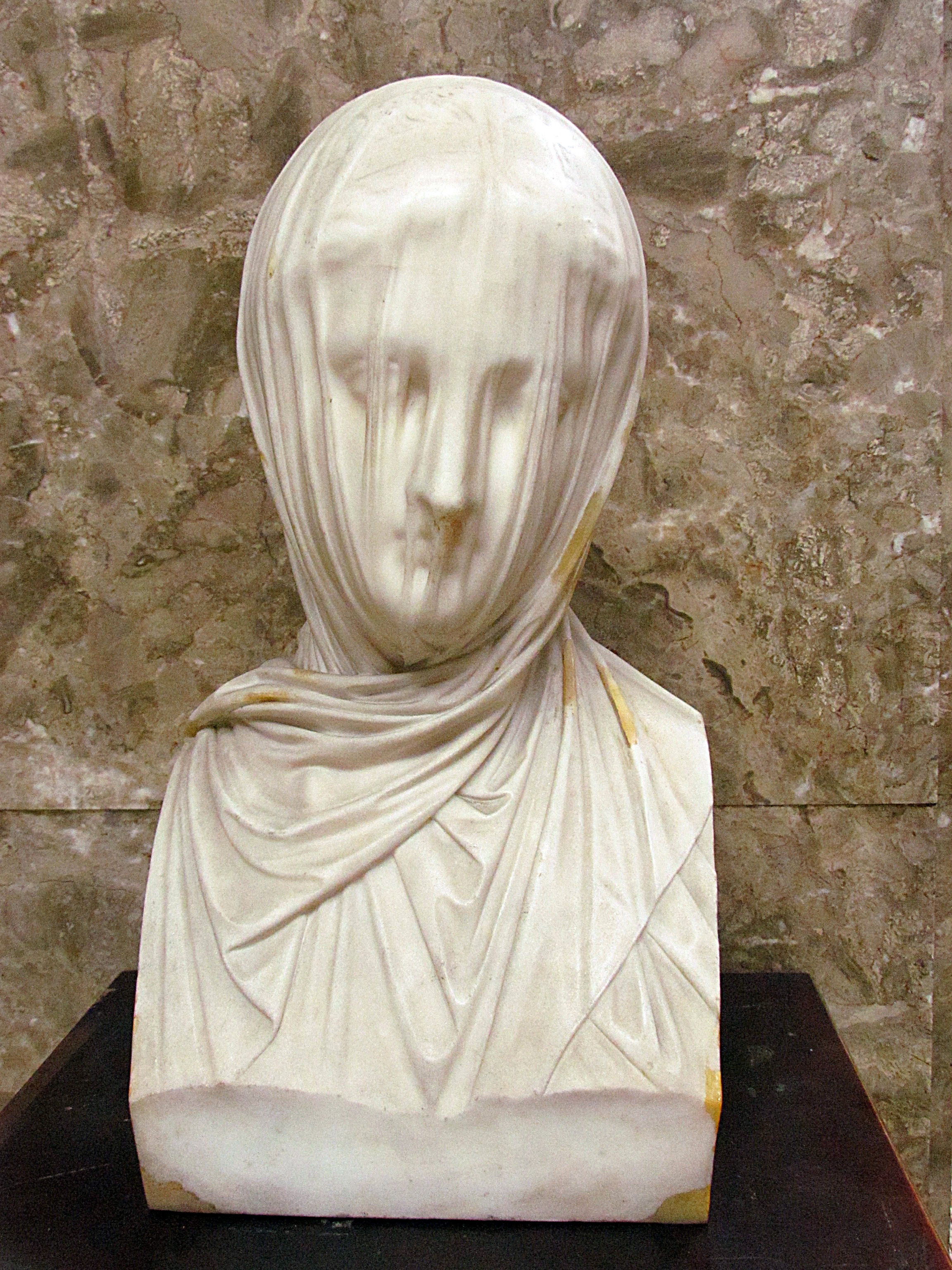
Busto simile alla Suora velata, esposto al Museo Nazionale di Serbia.

La Suora velata è un busto alto 52.7 centimetri, raffigurante una donna con indosso un velo. I dettagli sono raffinati e danno l'illusione della trasparenza. Da quando è in mostra nel 1874, l'opera è sempre stata conosciuta come la Suora velata; tuttavia, la figura è identificabile con una donna facoltosa, oppure con un soggetto allegorico. Non sono compatibili con l'aspetto di una suora né l'elegante acconciatura, né l'orlo ricamato del velo.
Le figure velate erano un soggetto scultoreo molto popolare nel XIX secolo. Tale gusto dapprima si diffuse in Italia nel XVIII secolo, con opere di grande pregio realizzate da artisti quali Giuseppe Sanmartino, Antonio Corradini e Innocenzo Spinazzi: su tutte, gli esempi più efficacemente rappresentativi di questa tendenza si possono riscontrare nel Cristo velato e nella Pudicizia della Cappella Sansevero di Napoli. Negli anni cinquanta del XIX secolo, Raffaele Monti realizzò una Vestale velata, che potrebbe aver ispirato William Corcoran, fondatore della Corcoran Gallery of Art, nell'identificare il busto come la suora.
Altri due busti, derivanti dallo stesso modello, sono conservati al Museo nazionale di Serbia e alla Casa Laurier di Ottawa. Entrambi non sono firmati.

## Storia e attribuzione

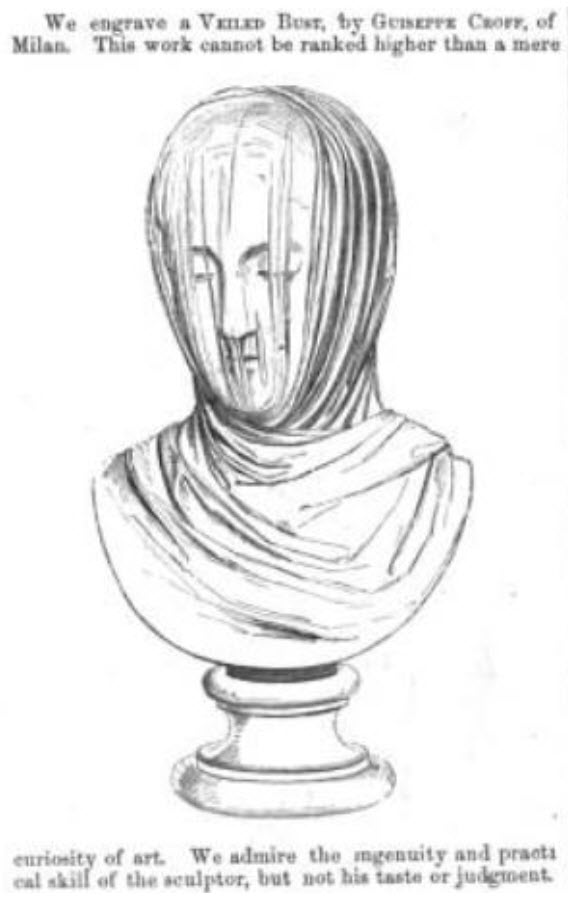
Incisione di un busto velato ad opera di Giuseppe Croff, in un catalogo del 1853 della Fiera Mondiale di New York.

Il busto fu acquistato per $300 nel 1863, dal banchiere e collezionista d'arte americano William Corcoran, in occasione di una sua visita a Roma. Faceva parte della sua collezione privata fino a che non ha deciso di esporlo nella sua galleria d'arte. Era in mostra nella Sala Ottagonale di quella che ora è nota come la Renwick Gallery, nel gennaio del 1874, quando ci fu la mostra inaugurale della Corcoran Gallery, assieme alla Schiava greca di Hiram Powers.
Per i successivi sei decenni, la Suora velata è stata classificata come copia di un busto del quale non si conosceva l'autore. L'attribuzione allo scultore Giuseppe Croff (1810-1869) è stata avallata nel 1939, quando un visitatore della galleria fece notare delle cospicue somiglianze tra il busto e l'incisione di un busto realizzato dal Croff, all'interno di un catalogo per la Fiera Mondiale di New York del 1853.
L'attribuzione a Croff è stata smentita nel 2012, quando il personale della National Gallery, osservando una copia del catalogo e ha constatato la presenza di differenze significative tra le opere (quella attribuita a Croff non è stata individuata). Ulteriori studi da parte di esperti hanno collocato l'opera nell'ambito di una bottega commerciale di Roma.
Il busto è stata una delle opere più note e popolari della Corcoran Gallery: quando c'è stata la chiusura di quest'ultima, la Suora velata e altre 17000 opere sono state trasferite nella National Gallery of Art.